# Касадепага
Касадепага (англ. Casadepaga River, также: Кошоток, Коксуктапага, англ. Koshotok, Koksuktapaga) — река на западе штата Аляска, США. Крупнейший приток реки Ниуклук, которая в свою очередь является притоком реки Фиш. Длина реки составляет 51 км.
Течёт преимущественно в северо-восточном направлении. Средний уклон реки не превышает значений 4 — 4,3 м на милю. Судоходна для лодок на протяжении первых 24 км от устья. Впадает в реку Ниуклук с юга, в 50 км к северо-востоку от населённого пункта Соломон.